# Emil Körner

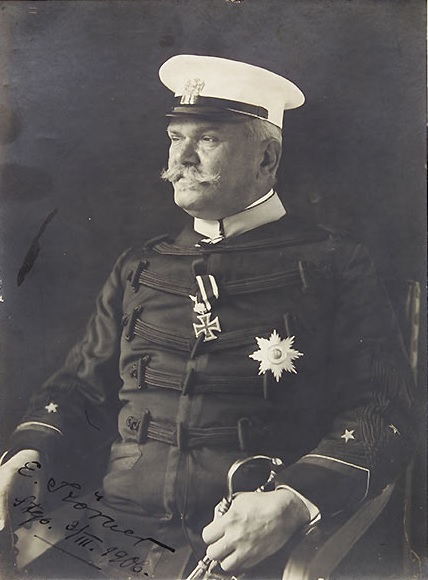
Emilio Körner (1906)

Bernhard Emil Körner, in Chile Emilio Körner Henze (* 10. Oktober 1846 in Wegwitz; † 20. März 1920 in Berlin), war ein preußischer Offizier, der ab 1885 als Militärberater in Chile tätig war, 1891 als Generalstabschef der aufständischen Kongresstruppen am chilenischen Bürgerkrieg teilnahm und von 1900 bis 1910 Generalinspekteur und Oberbefehlshaber des chilenischen Heeres wurde. Er gilt als der maßgebliche Initiator der Reorganisation der Streitkräfte Chiles nach preußisch-deutschem Vorbild (spanisch prusianización, „Prussianisierung“) in den Jahrzehnten zwischen dem Salpeterkrieg und dem Ersten Weltkrieg.

## Leben

### Preußische Armee
Emil Körner war der Sohn des Wegwitzer Rittergutspächters und pensionierten Hauptmanns Ludwig Körner und seiner Frau Alwine, geb. Henze. Er war ein Großneffe von Karl Theodor Körner, eines patriotischen Dichters und Kriegshelden aus den Befreiungskriegen gegen Napoleon Bonaparte. Viele seiner Vettern und Brüder gingen zum preußischen oder sächsischen Militär. Emil besuchte die pietistische Lateinschule der Franckeschen Stiftungen in Halle (Saale) und trat während des Deutschen Krieges im August 1866 von der Schulbank als Freiwilliger in das preußische 4. Magdeburger Artillerieregiment ein. Sein Regiment wurde nicht in Kampfhandlungen verwickelt. Am 25. Februar 1867 erhielt er das Fähnrichspatent und begann im Mai desselben Jahres seine Offiziersausbildung an der Kriegsschule Hannover. Ende Februar 1868 wurde er zum Sekondeleutnant ernannt und im Oktober 1869 zur artilleristischen Ausbildung an die Vereinigte Artillerie- und Ingenieurschule in Berlin kommandiert. Infolge des Ausbruchs des Deutsch-Französischen Kriegs 1870 konnte er diese Ausbildung abkürzen und wurde Chef einer Batterie seines Regiments. Am 1. September 1870 wurde er in der Schlacht von Sedan durch einen Schuss ins Bein verwundet, dessen Folgen ihn lebenslang behinderten. Er wurde mit dem Eisernen Kreuz ausgezeichnet und nahm nach kurzer Genesungszeit an der Belagerung von Paris teil. Auf Körners persönliches Kommando eröffnete die deutsche Artillerie am Morgen des 27. Dezember 1870 die Beschießung des östlichen Rings von Paris.
Nach dem Krieg wurde Körner im Herbst 1871 abermals für ein Jahr zur Fortbildung an die Vereinigte Artillerie- und Ingenieurschule kommandiert. Ab Oktober 1873 bereitete er sich in Berlin auf die Generalstabsausbildung vor und absolvierte in den folgenden Jahren Dienststationen bei Regimentern anderer Waffengattungen. Am 13. Mai 1875 wurde er zum Premierleutnant befördert und studierte ab 1876 an der Kriegsakademie. Seine Mitschüler waren Paul von Hindenburg und Jacob Meckel. Der Generalstab unter Helmuth von Moltke schickte ihn auf Studienreisen nach Frankreich, Italien, Spanien und Russland. Am 1. Oktober 1880 wurde er als Dozent an die Berliner Artillerie- und Ingenieurschule kommandiert und erhielt am 30. März 1881 die Ernennung zum Hauptmann. An der Artillerieschule lehrte er die Fächer Taktik, Militärgeschichte und Ballistik. Aus dieser Stellung wurde er 1885 für die Militärmission nach Chile ausgesucht.

### Heeresreform in Chile

#### Anwerbung als Militärberater

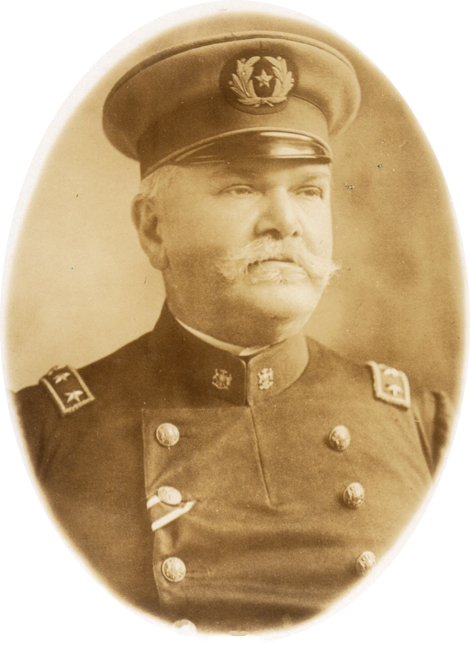
Körner als chilenischer Oberst (um 1890)

Chile führte unter Domingo Santa María González von 1879 bis 1884 den Salpeterkrieg gegen Bolivien und Peru. Obwohl die chilenische Armee siegreich aus dem Konflikt hervorging, erkannte die Regierung die Notwendigkeit der Modernisierung. Dazu sollte neuestes militärisches Wissen aus Europa importiert werden. Die Erfolge der Armee des Deutschen Reichs im Deutsch-Französischen Krieg sprachen für die Einfuhr deutscher Militärtechnologie in Chile. Auch war die einflussreiche deutsche Gemeinde in Chile ein Faktor für die Entscheidung zur „Preußifizierung“ (prusianización) der chilenischen Armee.
1885 warb die chilenische Botschaft in Berlin den Artillerie-Hauptmann Emil Körner als Militärberater an.
Als Nichtadliger hatte Körner zu dieser Zeit in Deutschland nur geringe Chancen, einen höheren Rang als den eines Hauptmanns zu erreichen. Die chilenische Armee stellte ihm eine Einstellung als Oberstleutnant und damit etwa das Doppelte seines bisherigen Solds in Aussicht und bezahlte zudem die Überfahrt.

#### Militärschulen

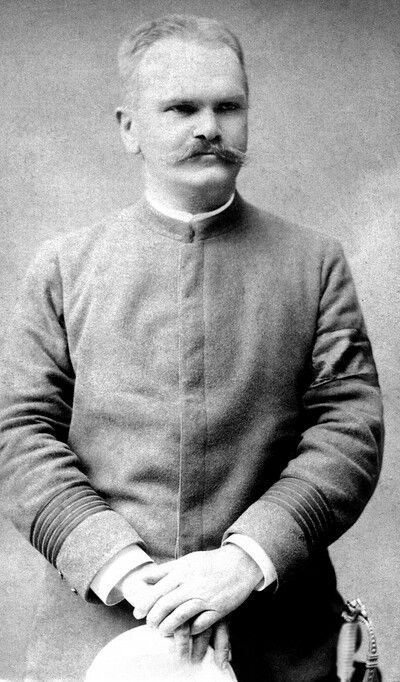
Generalstabschef der aufständischen Congresistas im chilenischen Bürgerkrieg (1891)

Körner und der chilenische General Luis Arteaga erarbeiteten einen neuen Lehrplan für die chilenische Militärschule Escuela Militar del Libertador Bernardo O’Higgins und konzipierten Studiengänge für die einzelnen Waffengattungen. Im Rahmen dieser Aufgabe wurden auch Werke der Militärgeschichte, des Festungsbaus und der Strategie ins Spanische übersetzt. 1887 gründete die chilenische Regierung auf Initiative von Körner die Academia de Guerra del Ejército de Chile. Mit der Reform sollten Befehlsstrukturen geschaffen werden, eine Aufgabe, welcher sich schon Jorge Boonen widmete.

#### Testschießen in Batuco
Vom 1. bis zum 17. März 1890 fand ein Schießwettbewerb um die Ausstattung der chilenischen Armee zwischen Kanonen der Konkurrenten Krupp und de Bange statt. Die Kanonen waren zwei Krupp 7,5 cm Typ 1889 und zwei de Bange 8 cm Typ 1877. Körner versorgte den Akquisiteur von Krupp, Albert Schinzinger, über Interna des chilenischen Offizierskorps. Das Wettschießen ergab einen Entwicklungsvorsprung der Krupp-Kanonen von zwölf Jahren. Noch während des Wettbewerbes konnte Schinzinger einen Vertrag über 1,6 Millionen Mark über den Kauf von acht mal zwei 7,5-cm-Krupp-Sets, sechs Batterien Feldkanonen und acht Bergkanonen abschließen.

### Chilenischer Bürgerkrieg und Aufstieg zum General

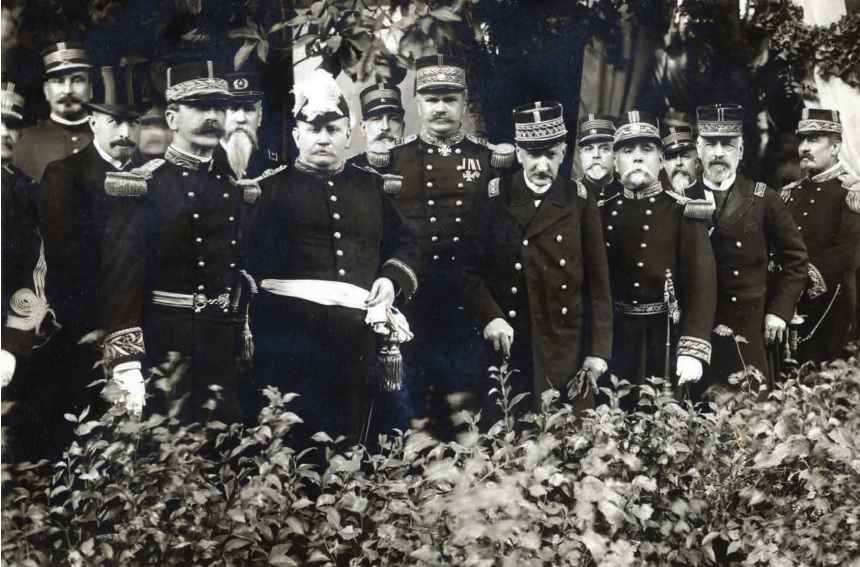
General Körner (Mitte) umgeben von hohen chilenischen Militärs (1897)

Körner inspiziert die nach deutschem Vorbild reformierte Kavallerieschule des chilenischen Heeres (1905)

1891 kam es in Chile zwischen den Anhängern des Parlaments, den Congresistas, und den Anhängern des Präsidenten José Manuel Balmaceda, den Balmacedistas, nach einem Streit um die Verfassung zum Chilenischen Bürgerkrieg. Körner hatte inzwischen die Tochter des deutschen Honorarkonsuls geheiratet, Mathilde Junge (1866–1929); sein Schwager und sein Schwiegervater waren Congresistas. Dies trug wesentlich dazu bei, dass Körner sich auf die Seite des Parlamentes schlug, obwohl ihm vom deutschen Botschafter eine Intervention in diesem Konflikt verboten worden war. Körner handelte dennoch entschlossen, obwohl ihn sogar Kaiser Wilhelm II. kritisierte und ihm Verrat an der legitimen Regierung seines Gastlands vorwarf. Nach Körners Flucht ins Lager der Oppositionellen in Iquique wurde er zum General befördert und zum Chef des Generalstabs der Kongresstruppen ernannt. Der chilenische Bürgerkrieg endete auch dank seines Einsatzes mit einem Sieg der Congresistas, Präsident Balmaceda nahm sich das Leben. Der Kaiser verzieh Körner daraufhin und verlieh ihm den Kronenorden.
1892 war Albert Schinzinger nach Montevideo und später nach Buenos Aires versetzt worden. In der chilenisch-argentinischen Krise des Septembers 1895 arrangierte Körner den Kauf von 48 schweren und 30 leichten Bergkanonen, 24 Schnellfeuer-Feldkanonen und 50.000 Granaten für 3,75 Millionen Mark. Krupp hatte wie üblich das höchste Angebot abgegeben, da aber die Deutsche Bank ein Viertel (20 Millionen Mark) zu einem Kredit von Rothschild & Son in London beisteuerte, erhielt Krupp den Auftrag.

### Generalinspekteur des chilenischen Heeres
1895 sandte Präsident Jorge Montt Álvarez auf Empfehlung von Körner 30 Ausbildungsoffiziere zur Fortbildung ins Deutsche Reich. Auf Körners Initiative wurde in Chile die Wehrpflicht eingeführt. Im Jahr 1900 löste er Adolfo Holley Urzúa als Generalinspekteur und Oberbefehlshaber des Heeres ab und blieb bis zum Ende seiner Mission in dieser Position.

### Rückkehr nach Deutschland und Tod
Nach 25 Jahren in Chile kehrte Emil Körner 1910 nach Deutschland zurück und lebte in Berlin. Er unterhielt weiterhin gute Kontakte nach Chile und war während des Ersten Weltkriegs in die deutsche Kriegspropaganda in Lateinamerika eingebunden, die als einer der Gründe für die Neutralität Chiles in dem Konflikt gewertet wird. Nach Körners Tod im Frühjahr 1920 wurde sein Leichnam auf eigenen Wunsch nach Chile übergeführt und auf dem Friedhof von Santiago in einem unmittelbar südlich des damaligen Mausoleums für Bernardo O’Higgins gelegenen Grab mit der Inschrift Si vis pacem para bellum beigesetzt. Seine Ehefrau Mathilde, die 1929 in Berlin starb, wurde ebenfalls nach Chile zurückgebracht und an seiner Seite bestattet.